# Wolfmother
I Wolfmother sono un gruppo stoner rock di Sydney in Australia, attivo dal 2000.
Il loro sound si rifà a quello degli artisti hard rock britannici e americani degli anni sessanta e settanta, in particolare i Led Zeppelin e i Black Sabbath.

## Storia del gruppo

### Inizi e primo album

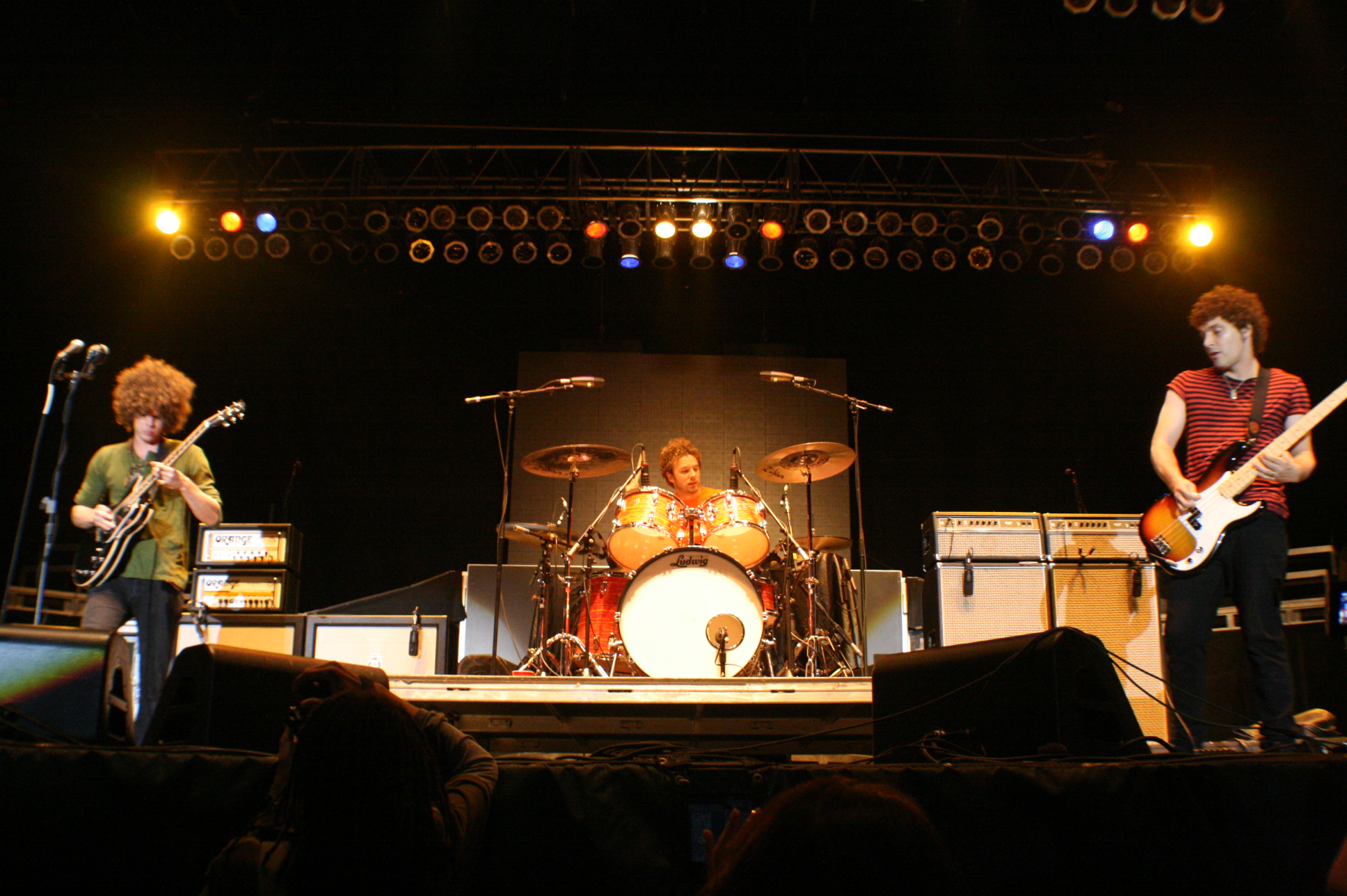
I Wolfmother in concerto nel 2007

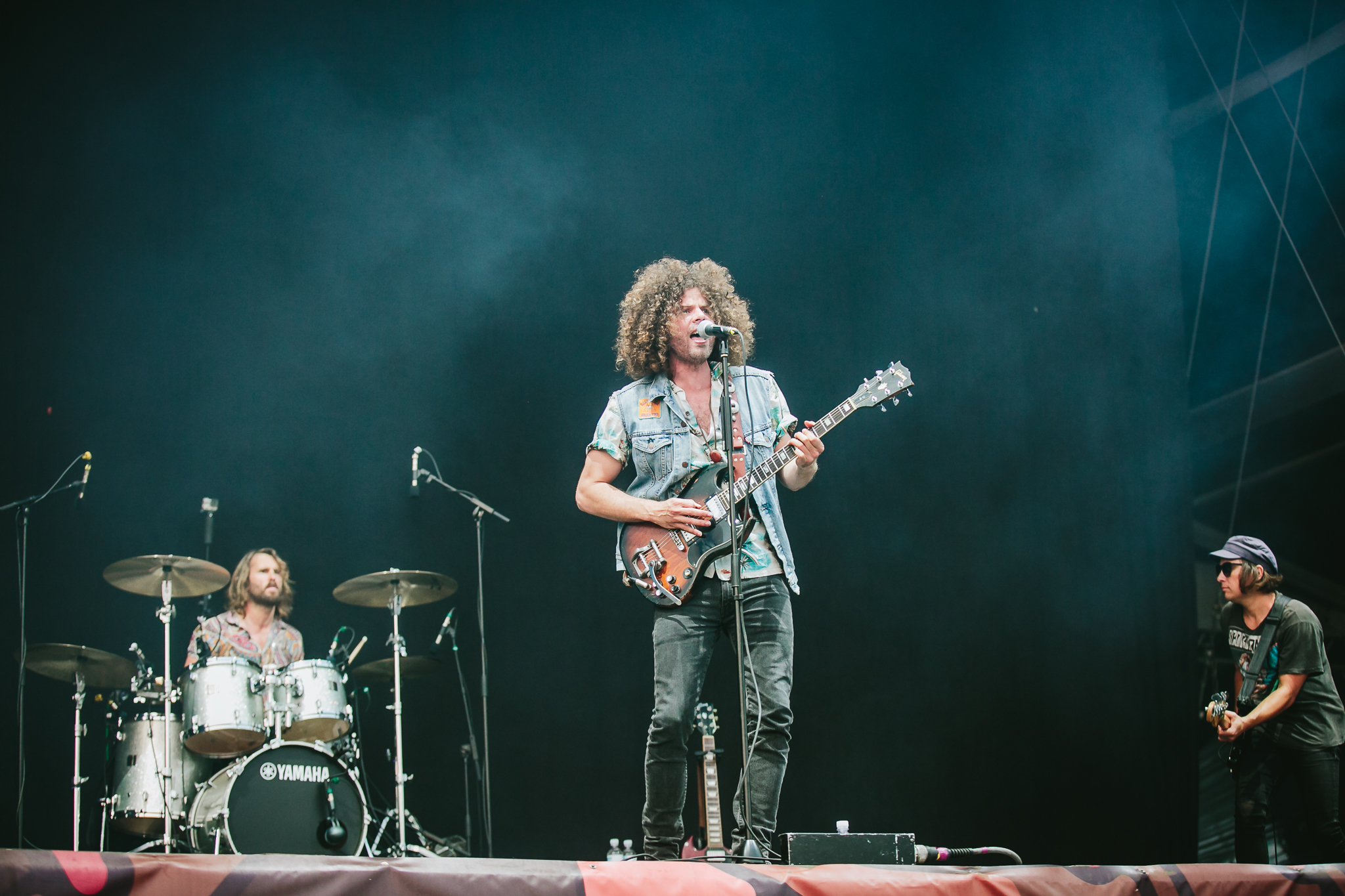
I Wolfmother al Deichbrand nel 2018

I Wolfmother iniziano la loro carriera nel 2003, ma il loro nome comincia a circolare in Australia a partire dal 2004, con la pubblicazione dell'omonimo EP (mai pubblicato in Italia). L'EP Wolfmother fu un discreto successo in patria, imponendosi nelle selezioni radiofoniche ed arrivando a vendere più di diecimila copie. Nel 2005, la band inizia a registrare l'omonimo album di debutto con il produttore Dave Sardy, a Los Angeles, negli Stati Uniti.
L'album Wolfmother, composto da dodici canzoni, è stato pubblicato nell'ottobre 2005 in Australia. Le quattro canzoni già presenti nell'EP sono state registrate nuovamente e compaiono sul disco in una versione differente.
Ottenuto il successo in patria, l'album è stato pubblicato anche nel resto del mondo, più precisamente il 24 aprile 2006 nel Regno Unito e nel resto d'Europa, e il 2 maggio 2006 negli Stati Uniti.
Le versioni non australiane contengono una traccia bonus (Love Train), originariamente registrata per uno spot della Apple.

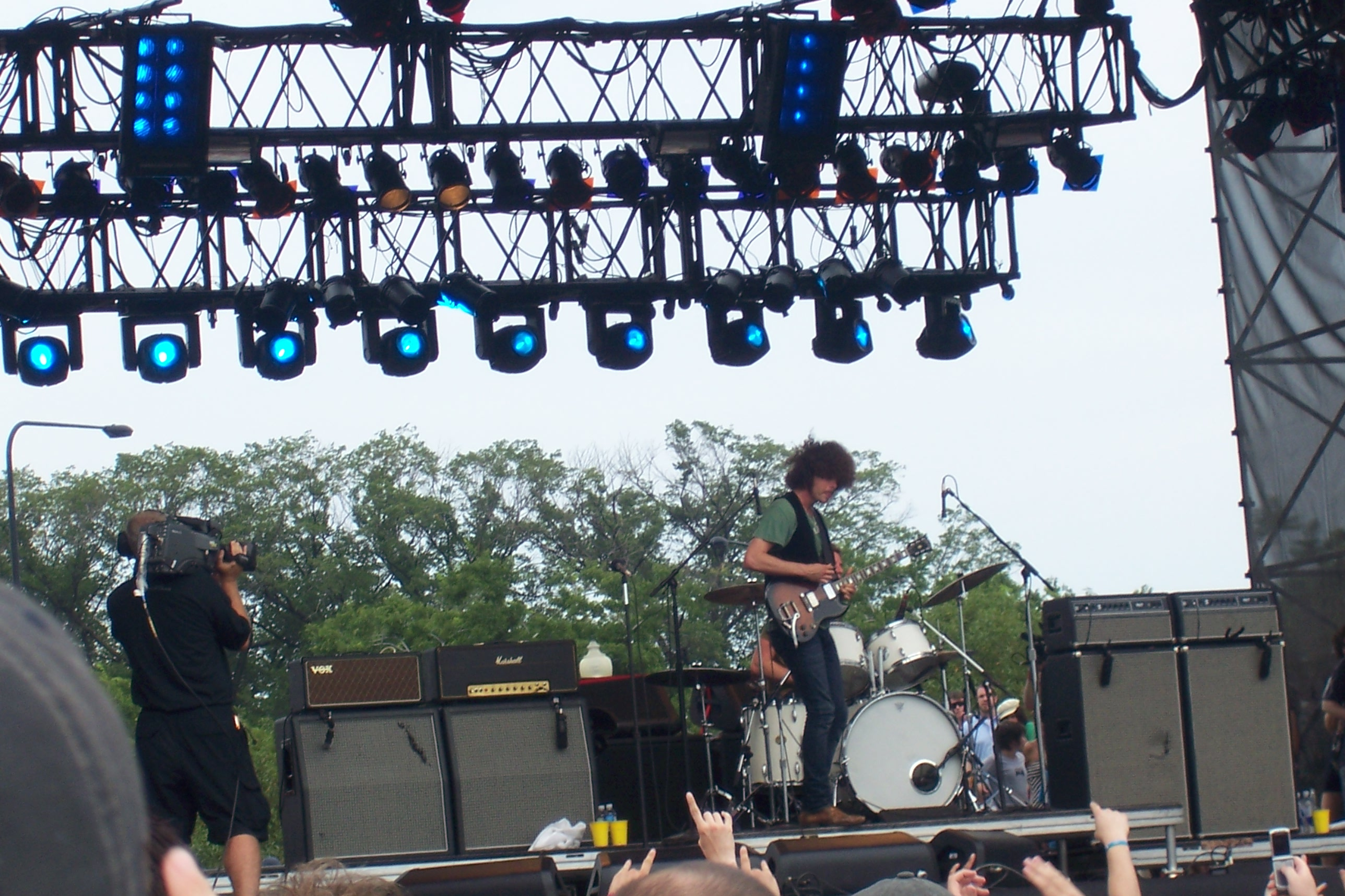
I Wolfmother al Lollapalooza Festival 2006

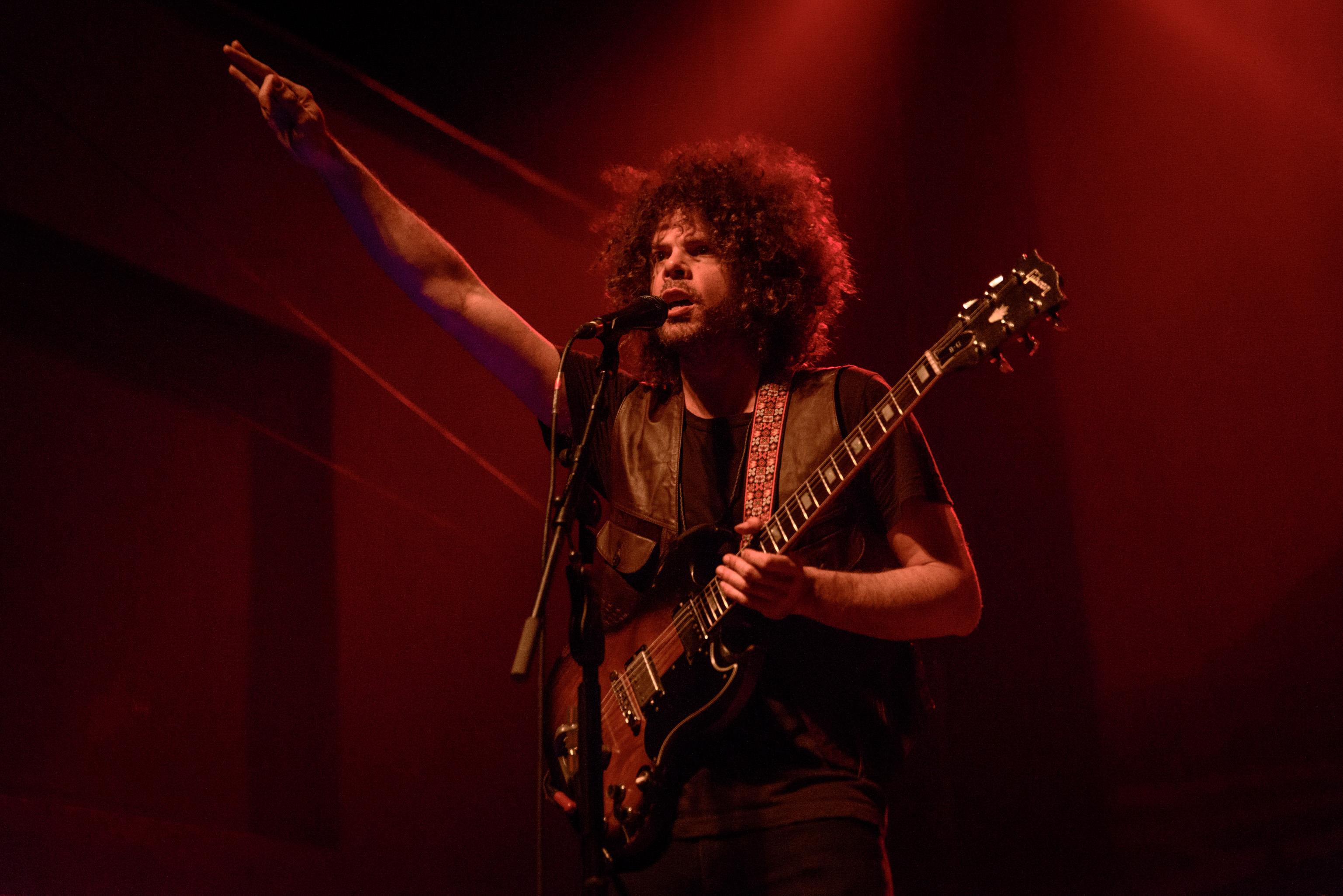
Stockdale a Munich nel 2016

Wolfmother è stato pubblicato anche in versione doppio vinile. La pubblicazione dell'album nel resto del mondo ha subito catapultato l'attenzione dei media musicali sui Wolfmother: la rivista Rolling Stone li ha inseriti nella graduatoria delle band da tener d'occhio per il 2006. Hanno inoltre stabilito un record: 6 delle 13 canzoni del disco sono state ritenute influenti nella classifica Triple J Hottest 100 dell'anno 2005 (con Mind's Eye al sesto posto). L'album ha venduto quasi 1,5 milioni di copie. Tra marzo e giugno si sono esibiti in numerosi festival ed hanno presenziato inoltre ad alcuni celebri programmi televisivi, tra cui il David Letterman Show e il The Tonight Show di Jay Leno.
Il 24 novembre del 2006, in occasione dell'introduzione della leggendaria band rock dei Led Zeppelin nella Hall of Fame, i Wolfmother hanno suonato la canzone Communication Breakdown, uno dei brani più rappresentativi della band inglese.
In luglio sono in tour dapprima con otto tappe in Australia e successivamente con un tour mondiale che li ha portati a suonare in Giappone, negli Stati Uniti e un po' ovunque in Europa. Nello stesso anno hanno fatto parte del tour dei Pearl Jam come loro band di supporto.

### Cambio di formazione eCosmic Egg(2009-2011)

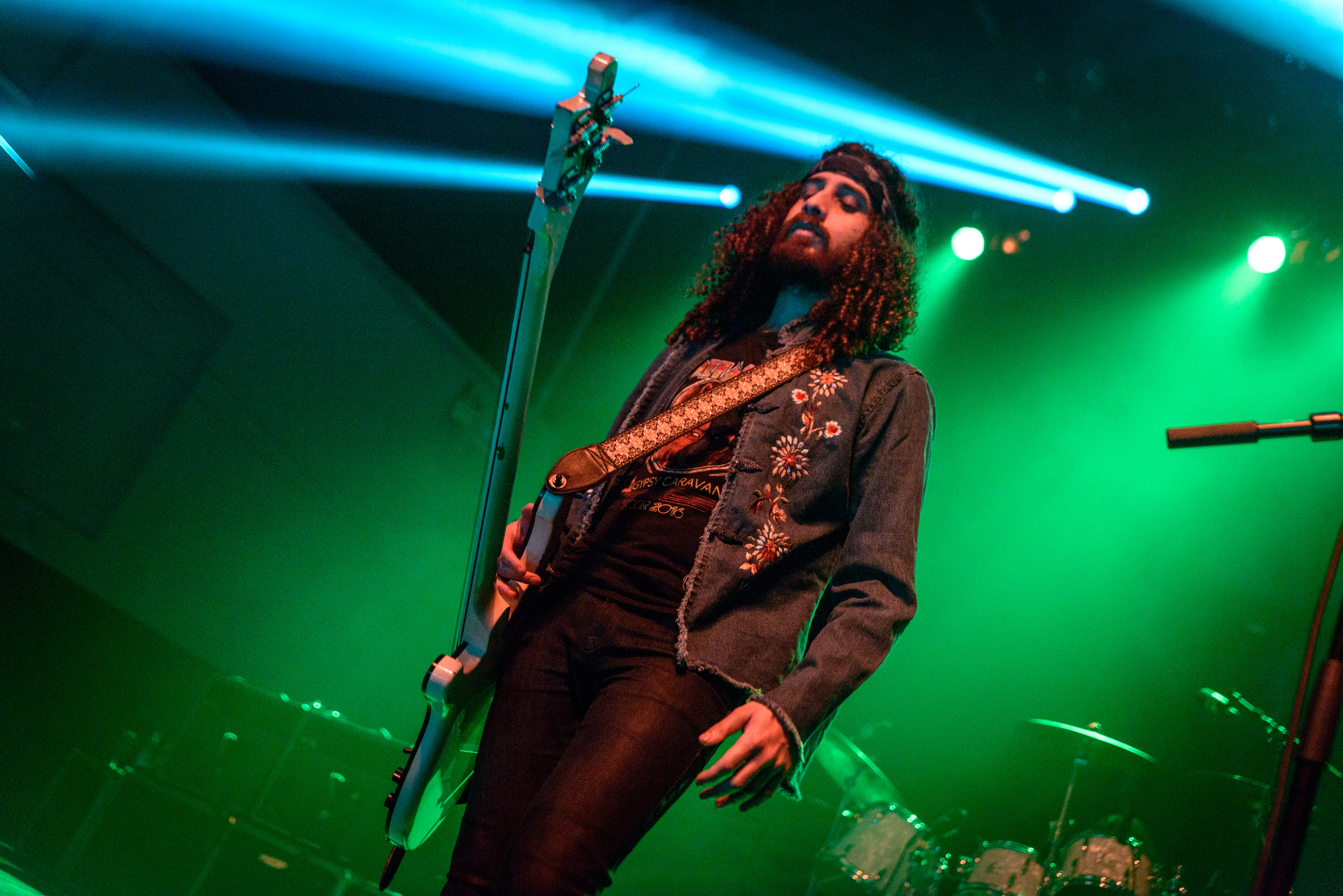
Ian Peres

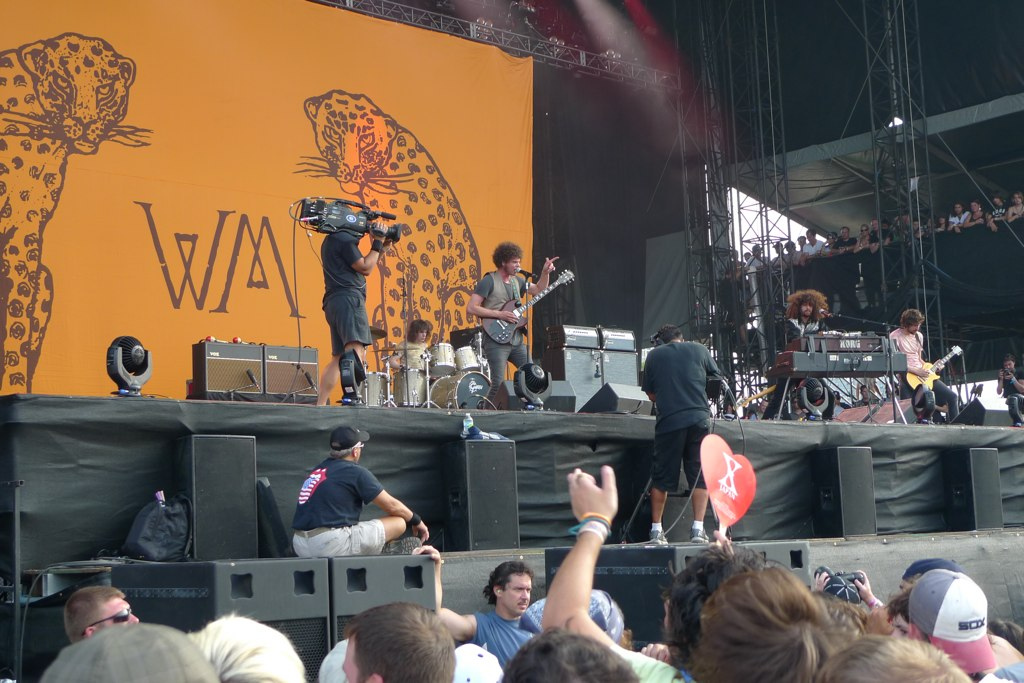
I Wolfmother al Lollapalooza Festival 2010

Nell'agosto 2008, dopo alcune voci sullo scioglimento della band, è stata diffusa la notizia dell'allontanamento del bassista e tastierista Chris Ross e del batterista Myles Heskett a causa di problemi con Andrew Stockdale, il quale inizialmente voleva sciogliere il gruppo ma ha successivamente deciso di rimpiazzare i componenti del gruppo con altri. Nel febbraio 2009 sono stati annunciati i nuovi arrivi in formazione: il chitarrista Aidan Nemeth, il bassista-tastierista Ian Peres ed il batterista Dave Atkins. I brani del nuovo album, Cosmic Egg, furono composti tutti prima dell'abbandono di Ross e Heskett, e Stockdale ha detto di averne circa 17 pronti per il nuovo album.
In seguito, anche il batterista Dave Atkins ha lasciato la band perché, secondo sua dichiarazione, il tempo da dedicare ad essa era eccessivo. Al suo posto è stato confermato Will Rockwell-Scott. Tuttavia, proprio in occasione del recentissimo tour regionale di dicembre, Dave Atkins ha preso nuovamente il posto di batterista, come si evince chiaramente dalle foto del tour pubblicate sul sito e sulla pagina ufficiale di Facebook della band. È ancora da chiarire in via ufficiale questo ritorno, stando però alle parole di un membro della band, Ian Peres, il ritorno sarebbe solo momentaneo a causa di problemi personali dell'attuale batterista.

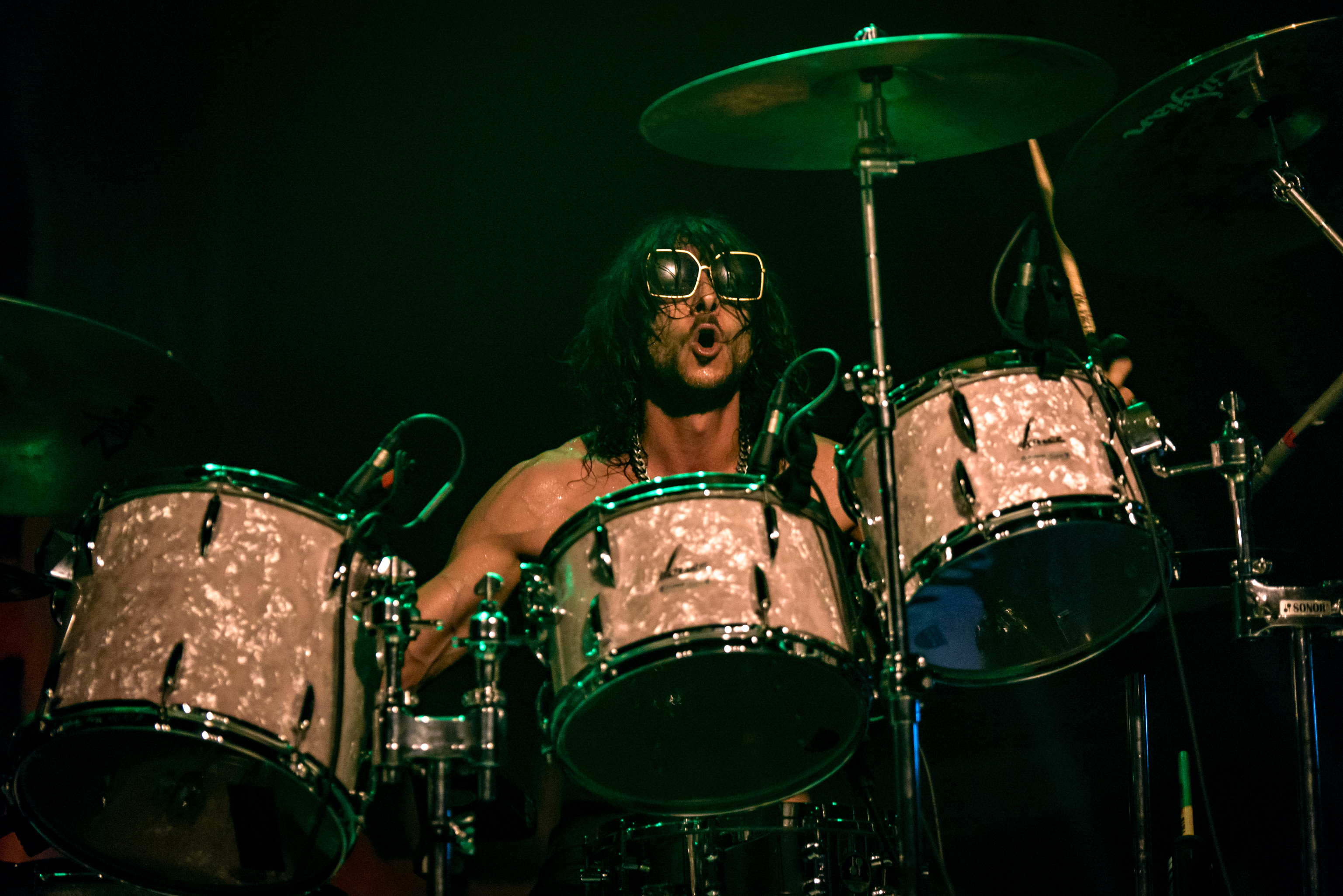
Alex Carapetis

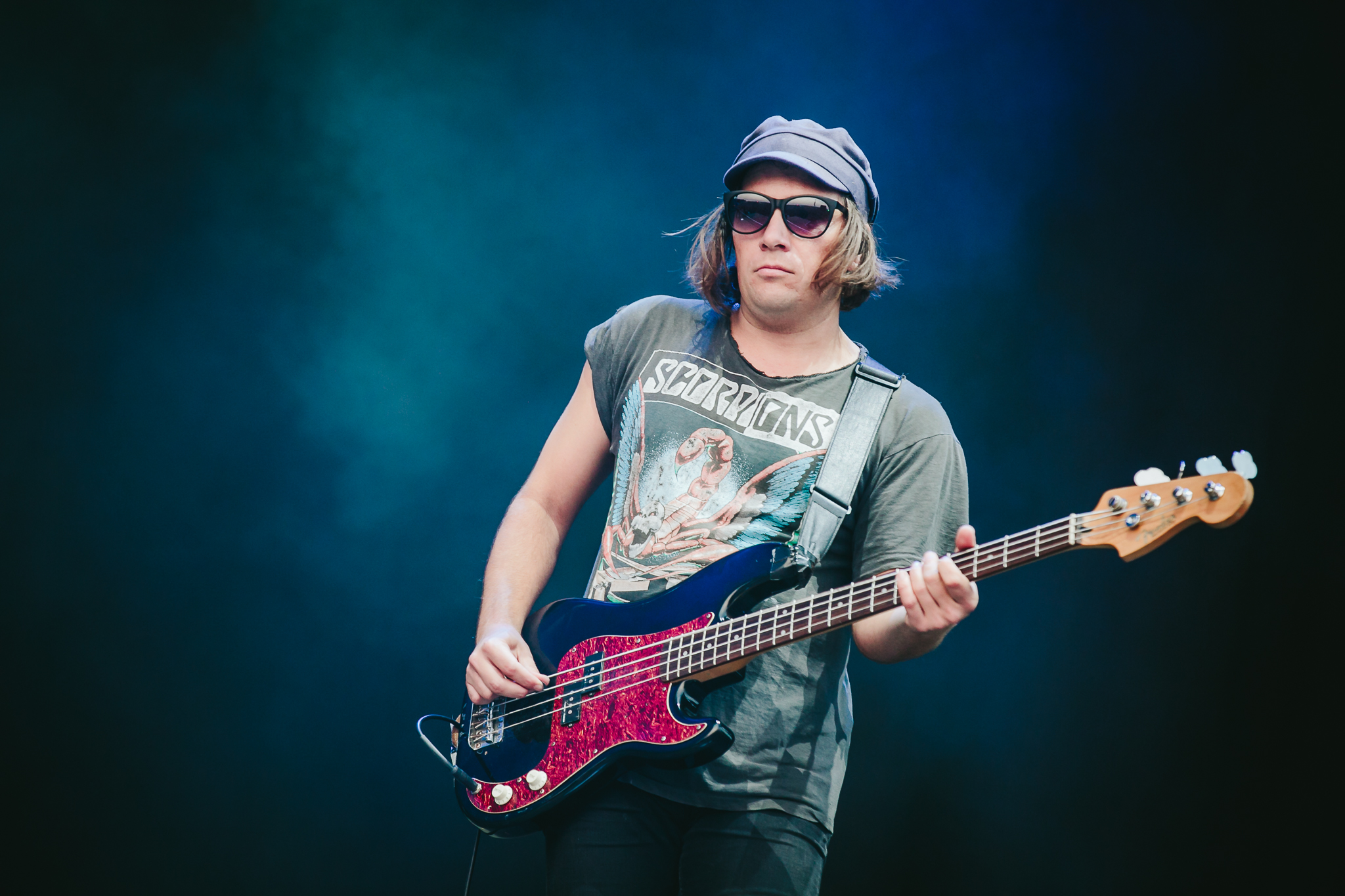
Brad Heald

I componenti del gruppo sono stati ufficializzati il 5 gennaio 2009 e sono stati confermati nella seguente formazione: chitarrista Aidan Nemeth, bassista e tastierista Ian Peres e il batterista Dave Atkins nel mese di febbraio. Questa nuova formazione ha iniziato le sedute di registrazione per il secondo album Cosmic Egg a marzo. In relazione al titolo dell'album, il leader del gruppo Stockdale ha dichiarato: «Ho fatto una lezione di yoga e una delle pose che stavamo facendo era chiamata "uovo cosmico", e ho pensato "si, è quello giusto!"». La band si è esibita in due concerti di beneficenza a Melbourne e a Sydney il 14 marzo, per Sound Relief, manifestazione a sostegno delle vittime degli incendi dei Victorian bushfires.
I nuovi Wolfmother hanno suonato anche un brano inedito, intitolato Back Round, all'MTV Australia Video Music Awards il 27 marzo.
La canzone Back Round è stata poi pubblicata come download gratuito digitale sul sito ufficiale della band, oltre ad essere stata inserita all'interno del videogioco Guitar Hero 5. Il brano, viene poi inserito nel nuovo album Cosmic Egg pubblicato il 13 ottobre 2009. Il primo singolo estratto è stato il brano New Moon Rising, seguito da White Feater. All'uscita dell'album ha fatto seguito un tour omonimo terminato a marzo 2010.
Il 25 gennaio 2010 viene annunciato, attraverso il sito ufficiale del Download Festival, che i Wolfmother avrebbero suonato al Download Festival del giugno 2010. Tuttavia, il 30 maggio 2010 viene dichiarato che per motivi di salute di alcuni componenti della band, i Wolfmother avrebbero dovuto cancellare tutte le date del loro tour europeo, incluso il concerto al Download Festival.
Nel febbraio 2010, la band fa da supporter agli AC/DC per il loro tour in Australia.
Il 23 febbraio 2010 è stato annunciato che Dave Atkins avrebbe lasciato la band, sostituito da Will Rockwell-Scott. Si sono inoltre rincorse voci su una possibile pubblicazione del nuovo terzo album durante il 2011.

### New Crown(2011-2014)

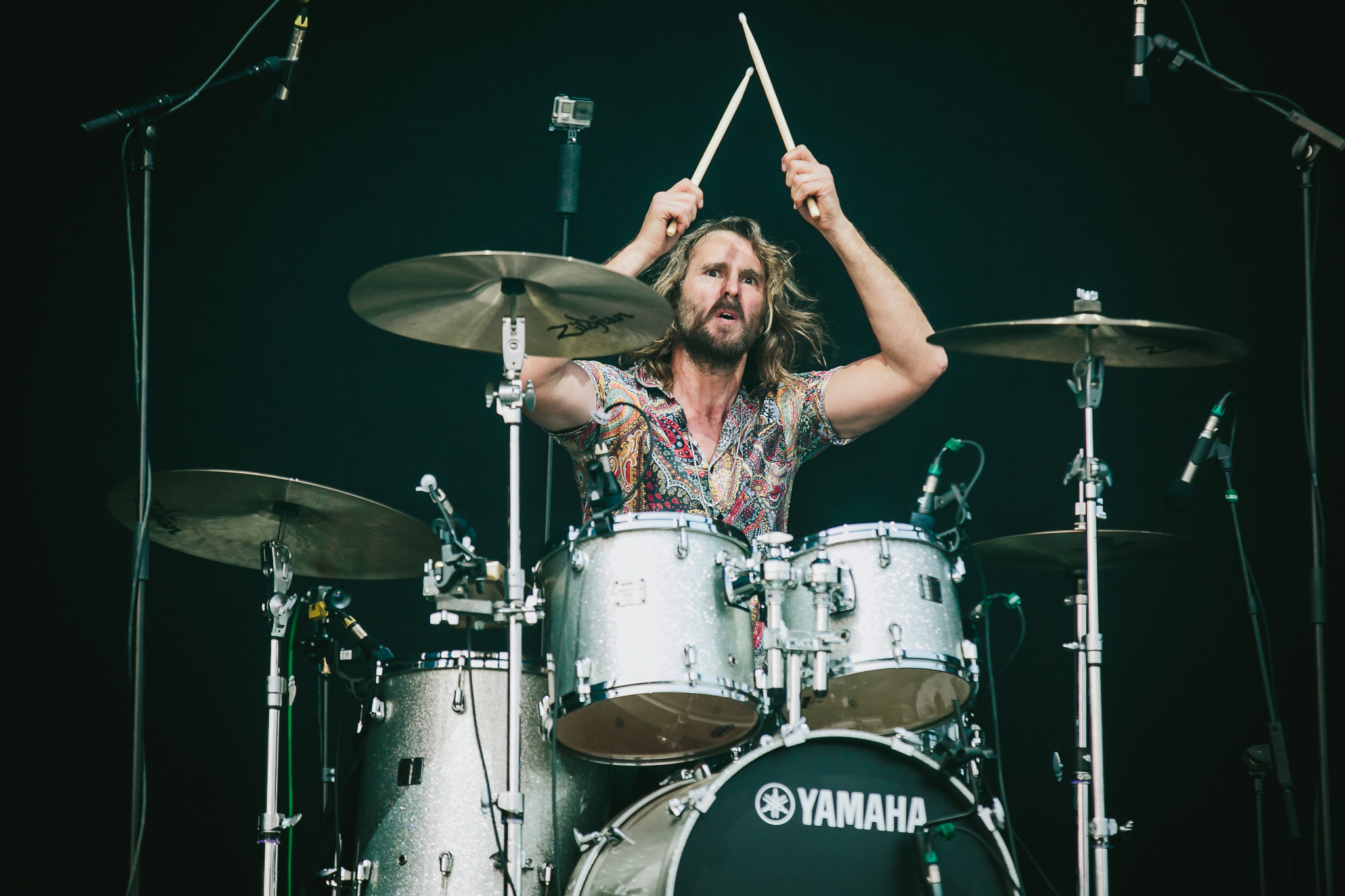
Hamish Rosser

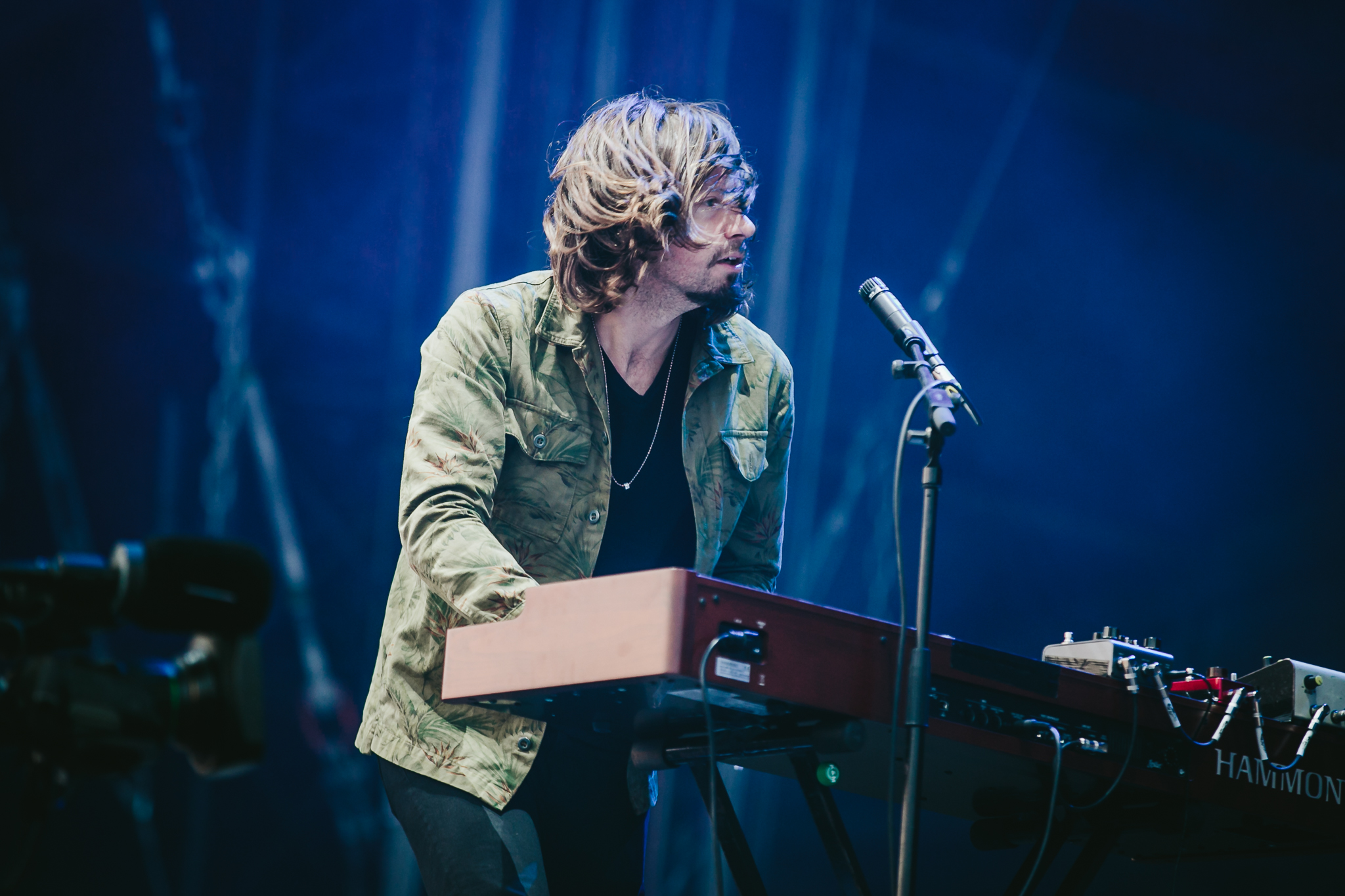
Lachy Doley

A marzo 2011 tramite il loro sito web i Wolfmother hanno annunciato di essere al lavoro sul loro terzo album, notizia confermata inoltre da un album fotografico creato sulla loro pagina Facebook, contenente le foto della band durante le registrazioni.
Grazie ad alcuni concerti del tour europeo terminato a giugno 2011, sono state svelate alcune nuove canzoni che, apparentemente, dovrebbero comparire appunto in questo terzo album: The Year of the Dragon, Meridian e Everyday Drone (eseguite anche nella tappa italiana del tour, nel Live Club a Trezzo sull'Adda). A seguito del tour nazionale in Australia con Lenny Kravitz è stata eseguita anche una nuova canzone, Long Way to Go.
A seguito di una delle performance del Regional Tour di dicembre 2011, Andrew Stockdale ha svelato due delle possibili alternative che sta varando come titolo del nuovo album: Stoneaged Phone Age e Riffology.
Sempre nel corso del 2011 il loro primo album, Wolfmother, è stato votato come l'ottavo miglior album di sempre in Australia da TripleJ.
A partire dagli inizi del 2012 però, una nuova rivoluzione ha scombussolato gli equilibri della band. A seguito della dipartita di Will Scott, sostituito per un breve periodo da Dave Atkins, ad entrare permanentemente nella band è stato l'ex batterista dei The Vines, Hamish Rosser. Insieme a lui fanno inoltre il loro ingresso nella band il chitarrista Vin Steele, sostituto di Aidan Nemeth, ed il secondo tastierista Helliott Hammond. Restano ovviamente intatti nella band i ruoli di Ian Peres e Andrew Stockdale. Sempre grazie ad ulteriori indiscrezioni, pare che vi siano diversi problemi per la pubblicazione del nuovo album tra Stockdale e l'etichetta, pertanto la data è stata spostata ad un più generico 2012.
A dicembre 2012, in un'intervista, il cantante Andrew Stockdale ha dichiarato che il terzo album verrà pubblicato intorno a marzo 2013.
La band si è esibita in un tour australiano insieme a Lenny Kravitz ed ha affrontato un lungo tour europeo durante l'estate del 2012, suonando anche in Italia nel mese di luglio (a Vigevano, Padova e Roma).
Degna di nota è anche la collaborazione tra la band e Seasick Steve, con il quale è stata scritta una canzone già eseguita per due volte in pubblico: in occasione dell'ASP 2012 e del Bluesfest 2012 di Byron Bay.
Il 26 aprile 2013 Andrew Stockdale annunciò che la band si era sciolta a causa degli impegni per promuovere l'album solista del cantante stesso. Due giorni dopo fecero la loro ultima esibizione a Melbourne aprendo il concerto degli Aerosmith. Tuttavia si sono riformati per una lunga attività live.
Il 24 marzo 2014, viene pubblicato New Crown, il terzo album del gruppo.
New Crown risulta essere il nuovo esperimento della band capitanata da Andrew Stockdale: autoprodotto, pubblicato indipendentemente, ottiene un discreto successo comparendo nelle prime settimane all'interno delle classifiche globali generali.

### Victorious(2015 - presente)
Nel maggio 2015 Andrew Stockdale ha fatto sapere di essere al lavoro sul quarto album dei Wolfmother, in studio a Los Angeles, con produttore Brandan O'Brien. Nel dicembre 2015 è stato distribuito il nuovo singolo Victorious, estratto dall'omonimo all'album in uscita il 19 febbraio 2016. L'album, prodotto da Brendan O'Brien, contiene contributi dai batteristi Josh Freese e Joey Waronker. La band promosse Victorious nel Gypsy Caravan Tour, con Alex Carapetis alla batteria. Nel luglio 2016, il gruppo supportò i Guns N' Roses nel corso di concerti a Pittsburgh e Philadelphia, Pennsylvania nel Not in This Lifetime... Tour.

## Accoglienza

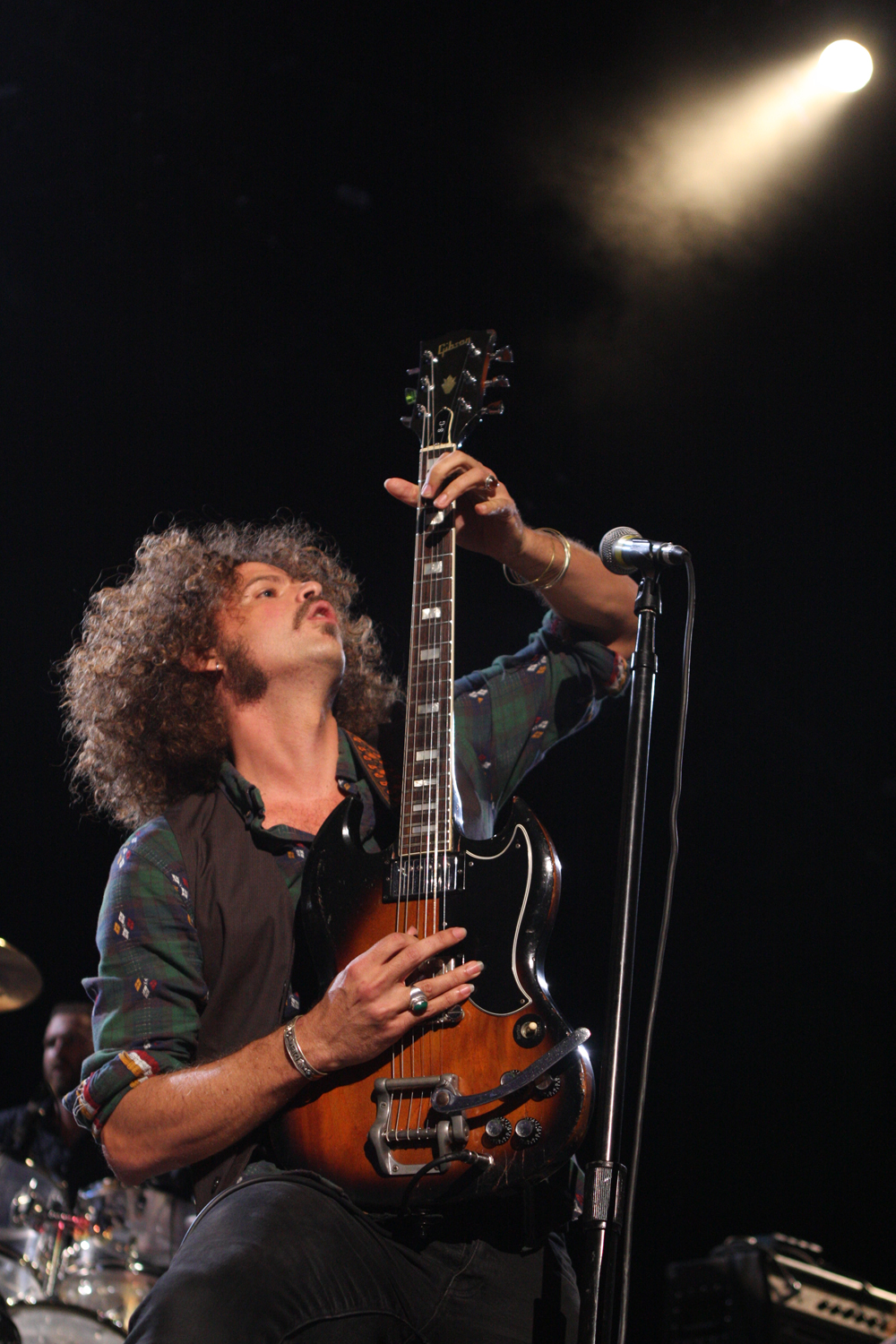
Stockdale in tour con i The Cranberries nel 2013

Fin dall'uscita del loro primo album, la band ha ricevuto recensioni complessivamente favorevoli da parte di critica a pubblico. James Gange della rivista Maelstrom ha fatto favorevolmente notare le similitudini del gruppo con la band psychedelic rock Blue Cheer, a scapito dei più comuni accostamenti a gruppi blues/hard rock come Led Zeppelin e Black Sabbath.
Chris Nixon del San Diego Union-Tribune lodò il sound dei Wolfmother paragonandolo alla "furia pre-punk di MC5 e Steppenwolf. Eduardo Rivadavia di AllMusic notò le similitudini tra il power-trio originale dei Wolfmother e le sonorità dei primi Blue Cheer. E.C. Gladstone di The R'Zine asserì che gli accostamenti a Sabbath e Led Zeppelin sono vaghi e "piuttosto limitanti", in quanto le influenze dei Wolfmother non si limitano a quelle delle suddette band, ma abbracciano la corrente del "bluesrock ooze", includendo gruppi come Yes, MC5, The Nice, Blue Cheer, Jethro Tull e Grand Funk Railroad, e li definì "la miglior versione del grande rock di una volta disponibile al momento." In una recensione scritta da Phil Ascott per Total Guitar, egli definisce la musica dei Wolfmother "meravigliosamente rozza", e Cory Byroum di Pitchfork sottolinea la capacità del gruppo di "creare un mix perfetto di vecchio metal e melodie stoner rock".
Non tutti i commenti furono però positivi, molti critici ritengono che la musica prodotta dal gruppo australiano sia troppo derivativa dal rock anni settanta; Patrick McNally su Stylus Magazine dice che "tutto quello che c'è da dire su di loro è detto meglio facendo un immediato riferimento a un'altra band del passato, e i Wolfmother nel confronto ci perdono sempre". Allo stesso modo la pensa il critico rock italiano Piero Scaruffi che liquida sbrigativamente il gruppo con poche righe nella "History of Rock Music" presente sul suo sito web. Un altro recensore di Allmusic, Stephen Thomas Erlewine, è ancora più critico verso il gruppo, definendo la loro musica "pretenziosa, disarticolata, [e] confusa" rispetto a quella di band a cui loro si ispirano come Led Zeppelin, Deep Purple, Cream e Black Sabbath. Durante un'intervista televisiva all'emittente ITV durante il festival Lollapalooza del 2007 a Chicago, Mike Patton, frontman dei Faith No More, venne interrotto nel suo eloquio dall'inizio di una fragorosa esibizione dei Wolfmother chiaramente udibile in sottofondo. In risposta Patton disse: «In che anno siamo? Gesù! Scusate, ma... Wolfmother fate schifo!»
Da parte loro, i Wolfmother hanno così risposto alle accuse di passatismo e scarsa originalità mosse nei loro confronti: «[Noi] non pretendiamo di essere i Led Zeppelin o i Black Sabbath; Ci sono delle somiglianze tra i nostri sound, ma non cerchiamo assolutamente di copiarli». Il cantante dei Radiohead Thom Yorke affermò nel corso di un'intervista del 2006 alla rivista Mojo di essere un fan dei Wolfmother. Nel 2007, Alice Cooper descrisse il sound dei Wolfmother come quello di "un Jimi Hendrix adolescente, una band alla Steppenwolf".

## Formazione

### Formazione attuale
- Andrew Stockdale - voce, chitarra (2000–presente)
- Christian Condon – drums (2023–present)
- James Wassenaar – bass (2023–present)

### Ex componenti
- Chris Ross - basso, tastiere (2000–2008)
- Myles Heskett - batteria (2000–2008)
- Aidan Nemeth - chitarra (2008–2011)
- Will Rockwell-Scott – batteria (2010–2012)
- Elliott Hammond – tastiere, percussioni, armonica (2012–2013), batteria (2013)
- Vin Steele – chitarra ritmica (2012–2013), batteria (2013–2015)
- Alex Carapetis - batteria (2015–2017)
- Hamish Rosser - batteria (2012–2013, 2017– 2023)
- Jake Bennet - basso (2018–2023)
- Dave Atkins - chitarra ritmica (2018–2023), batteria (2008–2010)
- Ian Peres - tastiere (2008–2023), basso (2008–2018)

## Discografia

### Album in studio
- 2005 – Wolfmother
- 2009 – Cosmic Egg
- 2014 – New Crown
- 2016 – Victorious
- 2019 – Rock'n'Roll Baby
- 2021 – Rock Out

### EP
- 2004 – Wolfmother EP
- 2006 – Dimensions

### Singoli
- 2005 – Mind's Eye
- 2006 – White Unicorn
- 2006 – Dimension
- 2006 – Woman
- 2006 – Love Train
- 2006 – Joker & the Thief
- 2009 – New Moon Rising
- 2010 – White Feather
- 2010 – Far Away
- 2015 – Victorious

## Premi e nomination

### Premi
- 2005 J Award
- 2006 Jack Awards, Miglior bassista - Chris Ross
- 2006 ARIA Awards, Miglior album di un esordiente - Wolfmother
- 2006 ARIA Awards, Miglior album rock - Wolfmother
- 2006 ARIA Awards, Miglior gruppo

### Nomination
- 2005 ARIA Awards, Cantante Maschile dell'Anno
- 2005 ARIA Awards, Miglior Nuovo Artista - Single for Woman
- 2006 MTV Australian Video Music Awards, Spankin' New Aussie Artist
- 2006 MTV Australian Video Music Awards, Miglior Gruppo
- 2006 MTV Australian Video Music Awards, Miglior Video Rock (con Mind's Eye)
- 2006 Jack Awards, Migliore Band Live
- 2006 Jack Awards, Miglior Artista Maschile - Andrew Stockdale from Wolfmother
- 2006 Jack Awards, Miglior Chitarrista - Andrew Stockdale from Wolfmother
- 2006 Jack Awards, Miglior Bassista - Chris Ross from Wolfmother
- 2006 Jack Awards, Miglior Batterista - Myles Heskett from Wolfmother
- 2006 ARIA Awards, Album dell'Anno
- 2006 ARIA Awards, Singolo dell'Anno for Mind's Eye
- 2007 Grammy Awards, Miglior Canzone Hard Rock
- 2007 Brit Awards, Miglior Nuovo Artista